# Utica Devils
Gli Utica Devils sono stati una squadra di hockey su ghiaccio dell'American Hockey League con sede nella città di Utica, nello stato di New York. Nati nel 1987 e sciolti nel 1993, nel corso degli anni sono stati affiliati alla franchigia dei New Jersey Devils.

## Storia
Gli Utica Devils furono la franchigia in AHL affiliata ai New Jersey Devils nel periodo fra il 1987 ed il 1993. La squadra si trasferì da Portland nel Maine al termine della stagione 1986-87, nota fino ad allora con il nome di Maine Mariners. La squadra di Utica fu allenata da Tom McVie dal 1987 al 1991, seguito nelle due ultime stagioni rispettivamente da Herb Brooks e Robbie Ftorek. Nella loro storia si sono qualificati quattro volte ai playoff, senza riuscire mai a superare il primo turno.
Nel 1993 i Calgary Flames acquistarono la franchigia e la trasferirono a Saint John's, nel Nuovo Brunswick, dove assunse la denominazione di Saint John Flames. I Devils invece nello stesso anno si affiliarono agli Albany River Rats.

### Affiliazioni
Nel corso della loro storia gli Utica Devils sono stati affiliati alle seguenti franchigie della National Hockey League:
- New Jersey Devils: (1987-1993)

## Record stagione per stagione
| Stagione     | Division | Gare | V  | S  | P  | OTL | Punti | GF  | GS  | Piazzamento | Play-off                        |
| ------------ | -------- | ---- | -- | -- | -- | --- | ----- | --- | --- | ----------- | ------------------------------- |
| Utica Devils |          |      |    |    |    |     |       |     |     |             |                                 |
| 1987-88      | South    | 80   | 34 | 33 | 11 | 2   | 84    | 318 | 307 | 5°          |                                 |
| 1988-89      | South    | 80   | 37 | 34 | 9  | -   | 83    | 309 | 295 | 3°          | perde 1º turno (Hershey) 1-4    |
| 1989-90      | South    | 80   | 44 | 32 | 4  | -   | 92    | 354 | 315 | 4°          | perde 1º turno (Rochester) 1-4  |
| 1990-91      | South    | 80   | 36 | 42 | 2  | -   | 74    | 325 | 346 | 6°          |                                 |
| 1991-92      | South    | 80   | 34 | 40 | 6  | -   | 74    | 268 | 313 | 4°          | perde 1º turno (Binghamton) 0-4 |
| 1992-93      | South    | 80   | 33 | 36 | 11 | -   | 77    | 325 | 354 | 3°          | perde 1º turno (Rochester) 1-4  |

## Record della franchigia

### Singola stagione
Gol: 59  Paul Ysebaert (1989-90)
Assist: 81  Kevin Todd (1990-91)
Punti: 118  Kevin Todd (1993-1994)
Minuti di penalità: 359  Bill Huard (1990-91)
Media gol subiti: 2.71  Chris Terreri (1987-88)
Parate %: .910  Chris Terreri (1987-88)

### Carriera
Gol: 126  Jeff Madill
Assist: 163  Kevin Todd
Punti: 264  Paul Ysebaert
Minuti di penalità: 1216  Jamie Huscroft
Shutout: 3  Craig Billington
Partite giocate: 273  Dave Marcinyshyn

## Palmarès

### Premi individuali
- Eddie Shore Award: 1

Eric Weinrich: 1989-1990
- John B. Sollenberger Trophy: 2

Paul Ysebaert: 1989-1990
Kevin Todd: 1990-1991
- Les Cunningham Award: 2

Paul Ysebaert: 1989-1990
Kevin Todd: 1990-1991
- Louis A. R. Pieri Memorial Award: 1

Tom McVie: 1988-1989